# Odontopera curticosta
Odontopera curticosta là một loài bướm đêm trong họ Geometridae.